# Dänischer Fußballpokal 1985/86
Der Dänische Fußballpokal 1985/86 war die 32. Austragung des dänischen Pokalwettbewerbs der Männer. Er wurde vom dänischen Fußballverband ausgetragen. Das Finale fand traditionell am Himmelfahrtstag (8. Mai 1986) im Københavns Idrætspark von Kopenhagen statt. Pokalsieger wurde B 1903 Kopenhagen, der sich im Finale gegen Ikast FS durchsetzte.
Das Halbfinale wurde in Hin- und Rückspiel entschieden. In den anderen Runden wurden die Begegnungen in einem Spiel ausgetragen. Bei unentschiedenem Ausgang wurde zur Ermittlung des Siegers eine Verlängerung gespielt. Stand danach kein Sieger fest, folgte ein Elfmeterschießen.

## 1. Runde
Es nahmen 48 Mannschaften von der dritten Klasse abwärts sowie acht Zweitligisten teil.
|                         | Ergebnis              |                      |
| ----------------------- | --------------------- | -------------------- |
| Assens FC               | 1:3                   | Horsens fS           |
| B 1921 Nykøbing         | 1:0                   | B 1901 Nykøbing      |
| Ballerup IF             | 4:1                   | KFUM Roskilde        |
| IF Skjold Birkerød      | 2:0                   | Stenløse BK          |
| Eskilstrup BK           | 3:2 n. V.             | Sundby BK            |
| Frederikshavn fI        | 0:0 n. V. (3:4 i. E.) | Nørresundby BK       |
| Fremad Amager           | 3:3 n. V. (3:2 i. E.) | Humlebæk BK          |
| Glostrup IC             | 3:0                   | Ringsted IF          |
| Haderslev FK            | 2:4                   | Aabenraa BK          |
| Hellas BK Valby         | 2:5 n. V.             | IK Viking Rønne      |
| Helsingør IF            | 4:1                   | Skovlunde Fodbold    |
| Hjørring IF             | 1:2                   | Aalborg BK           |
| Holstebro BK            | 1:1 n. V. (3:4 i. E.) | IF Hasle Fuglebakken |
| Jyderup BK              | 3:1                   | Maribo BK            |
| Marstal IF              | 0:1                   | Skagen IK            |
| Middelfart G&BK         | 2:1                   | Thisted FC           |
| Nakskov BK              | 1:2                   | Kalundborg GB        |
| Odense Kammeraternes SK | 4:1                   | Odense KFUM          |
| Roskilde BK             | 1:4                   | Greve IF             |
| Skals FF                | 0:1                   | IF AIA-Tranbjerg     |
| IK Skovbakken           | 4:0                   | Vejen SF             |
| Slagelse B&I            | 1:0                   | BK Avarta            |
| Svendborg fB            | 3:2                   | Varde IF             |
| Tarup Paarup IF         | 0:1 n. V.             | Viborg FF            |
| Tistrup BK              | 1:1 n. V. (6:5 i. E.) | IK Aalborg Chang     |
| Tårnby BK               | 1:4                   | Holbæk B&I           |
| Vipperød BK             | 1:2                   | BK Fremad Valby      |
| Vordingborg IF          | 2:3                   | Vanløse IF           |

## 2. Runde
Teilnehmer waren die 28 Sieger der ersten Runde, acht weitere Zweitligisten und vier Erstligisten.
|                      | Ergebnis  |                         |
| -------------------- | --------- | ----------------------- |
| IF AIA-Tranbjerg     | 3:0       | Aabenraa BK             |
| B 1903 Kopenhagen    | 3:1       | Greve IF                |
| B 1909 Odense        | 2:3       | Kolding IF              |
| B 1913 Odense        | 3:1       | Aalborg BK              |
| B 1921 Nykøbing      | 3:0       | IF Skjold Birkerød      |
| B.93 Kopenhagen      | 1:0       | AB Gladsaxe             |
| Ballerup IF          | 1:2       | Fremad Amager           |
| Eskilstrup BK        | 1:5       | Helsingør IF            |
| BK Fremad Valby      | 0:1       | Holbæk B&I              |
| Glostrup IC          | 3:2       | IK Viking Rønne         |
| Horsens fS           | 0:2       | Middelfart G&BK         |
| Kjøbenhavns Boldklub | 7:2       | Kalundborg GB           |
| Randers SK Freja     | 1:4       | Herning Fremad          |
| Silkeborg IF         | 2:1       | Esbjerg fB              |
| Skagen IK            | 2:3       | Svendborg fB            |
| IK Skovbakken        | 0:2       | Odense Kammeraternes SK |
| Slagelse B&I         | 1:2 n. V. | Kastrup BK              |
| Tistrup BK           | 1:3       | Nørresundby BK          |
| Vanløse IF           | 2:3       | Jyderup BK              |
| Viborg FF            | 4:0       | IF Hasle Fuglebakken    |

## 3. Runde
Teilnehmer: Die 20 Sieger der zweiten Runde und zwölf weitere Vereine aus der 1. Division 1985.
|                         | Ergebnis              |                    |
| ----------------------- | --------------------- | ------------------ |
| Aarhus GF               | 5:1                   | Næstved IF         |
| B 1913 Odense           | 0:0 n. V. (4:3 i. E.) | Køge BK            |
| B 1921 Nykøbing         | 0:0 n. V. (6:5 i. E.) | Lyngby BK          |
| B.93 Kopenhagen         | 4:1                   | BK Frem Kopenhagen |
| Brøndby IF              | 3:1                   | Vejle BK           |
| Brønshøj BK             | 2:1 n. V.             | Silkeborg IF       |
| Fremad Amager           | 4:1                   | Helsingør IF       |
| Glostrup IC             | 1:2                   | Jyderup BK         |
| Herfølge BK             | 0:2                   | Kolding IF         |
| Herning Fremad          | 0:2                   | Svendborg fB       |
| Holbæk B&I              | 5:4 n. V.             | Kastrup BK         |
| Ikast FS                | 2:0 n. V.             | Hvidovre IF        |
| Kjøbenhavns Boldklub    | 4:0                   | Nørresundby BK     |
| Odense BK               | 6:0                   | IF AIA-Tranbjerg   |
| Odense Kammeraternes SK | 0:3                   | B 1903 Kopenhagen  |
| Viborg FF               | 2:0                   | Middelfart G&BK    |

## 4. Runde
Teilnehmer: Die 16 Sieger der dritten Runde.
|                      | Ergebnis              |                 |
| -------------------- | --------------------- | --------------- |
| Aarhus GF            | 3:1                   | Kolding IF      |
| B 1903 Kopenhagen    | 1:1 n. V. (5:4 i. E.) | B 1913 Odense   |
| B.93 Kopenhagen      | 0:2                   | Viborg FF       |
| Brøndby IF           | 8:2                   | B 1921 Nykøbing |
| Brønshøj BK          | 2:2 n. V. (3:5 i. E.) | Fremad Amager   |
| Holbæk B&I           | 2:1                   | Svendborg fB    |
| Ikast FS             | 5:1                   | Jyderup BK      |
| Kjøbenhavns Boldklub | 3:0                   | Odense BK       |

## Viertelfinale
|                   | Ergebnis              |                      |
| ----------------- | --------------------- | -------------------- |
| B 1903 Kopenhagen | 1:1 n. V. (4:3 i. E.) | Holbæk B&I           |
| Brøndby IF        | 0:2                   | Kjøbenhavns Boldklub |
| Fremad Amager     | 6:3 n. V.             | Aarhus GF            |
| Ikast FS          | 2:1 n. V.             | Viborg FF            |

## Halbfinale
|                   | Gesamt |                      | Hinspiel | Rückspiel |
| ----------------- | ------ | -------------------- | -------- | --------- |
| B 1903 Kopenhagen | 4:0    | Fremad Amager        | 0:0      | 4:0       |
| Ikast FS          | 4:2    | Kjøbenhavns Boldklub | 2:1      | 2:1       |

## Finale
| Paarung           | B 1903 Kopenhagen – Ikast FS |
| Ergebnis          | 2:1 (1:0) |
| Datum             | 8. Mai 1986 |
| Stadion           | Københavns Idrætspark, Kopenhagen |
| Zuschauer         | 5.600 |
| Schiedsrichter    | Kurt Sørensen |
| Tore              | 1:0 Kim Valentin (7.) 1:1 Sigurd Kristensen (60.) 2:1 Jens Rasmussen (78.) |
| B 1903 Kopenhagen | Palle Petersen – Henrik Ibenfeldt, Lars Bagge Christensen, Jakob Friis-Hansen, Michael Kristensen – Jens Sass Hansen, Pierre Larsen, Kim Valentin – Jørgen Juul Jensen, Jens Nørager, Klaus Mathiesen (71. Jens Rasmussen). Cheftrainer: Jan Andersen |
| Ikast FS          | Mogens Krogh – Bent Therkildsen, Henning Larsen, Ejner Rahbek, Stefan Gerber – Jimmy Mørup, Sigurd Kristensen, Lars Kjer – Kim Eriksen, Torben Christenen (31. Johnny Østergaard), Jan Larsen (72. Ole Jensen). Cheftrainer: Ole Brandenborg          |